# Uadi Namous
Uadi Namous (en árabe : واد الناموس, uadi  significa curso de agua en árabe, namous significa mosquito en bereber y en árabe). Este río atraviesa la  cadena atlásica llevando sucesivamente los nombres de  uadi Sfissifa, uadi El Breidj  (en  Aïn Sefra), uadi  Rouïba, uadi Namous. Drena toda la región de Aïn sefra. Aguas arriba  de Aïn Hadjadj, recibe por la  margen izquierda al uadi Tiout. Al sur de Moghrar Tahtani, recibe por la  margen derecho al uadi  Moghrar. A su llegada al  Sáhara, atraviesa las formaciones del Terciario Continental y después se pierde bajo el Gran Erg Occidental.